# 肯普森山
47°11′38″N 12°44′51″E / 47.193835°N 12.747523°E

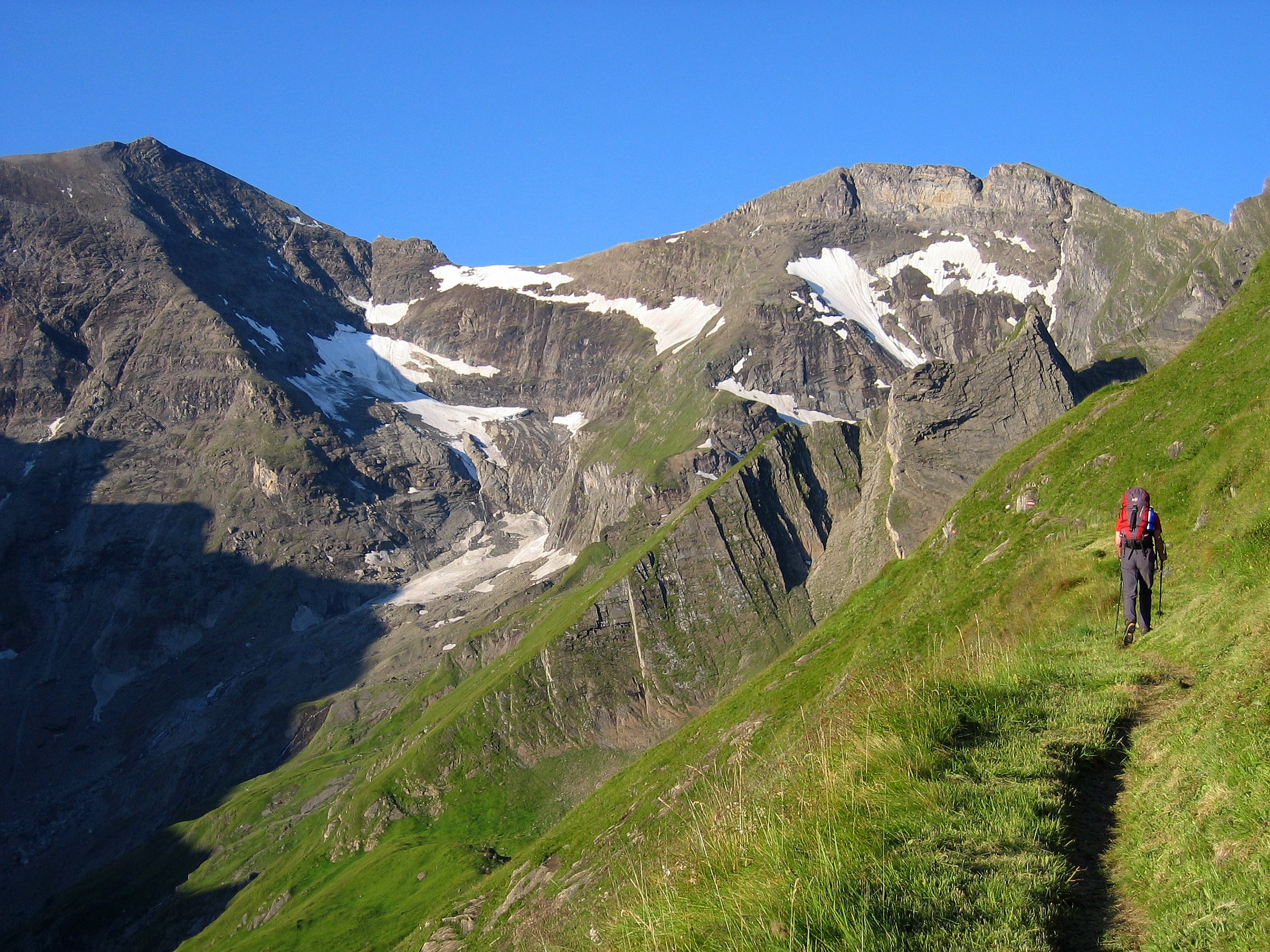

肯普森山（德語：Kempsenkopf），是奧地利的山峰，位於該國中部，由薩爾茨堡州負責管轄，屬於格洛克納山脈的一部分，海拔高度3,090米，每年平均降雨量2,073毫米。